# Нейхорст, Хенри
Хе́нри Роэлл Не́йхорст (нидерл. Henry Roëll Neijhorst, Neyhorst; род. 1940) — суринамский государственный деятель, премьер-министр в 1982 году.

## Биография
Изучал экономику в Амстердамском университете и Роттердамском университете имени Эразма Роттердамского (тогда Роттердамская школа экономики). Получил докторскую степень по экономике в Тилбургском университете в 1972 году. Во время учёбы принимал активное участие в студенческом движении суринамских националистов и организации суринамских студентов в Нидерландах.
После учёбы вернулся на родину, где работал в банковской сфере. Руководил Национальным банком развития.
15 марта 1980 года, после военного переворота, совершённого нижними военными чинами во главе с Дези Баутерсе, он был назначен министром финансов в правительстве Чан А Сена, хотя до этого не занимался политикой и не был членом какой-либо политической партии. С июня стал также министром экономического планирования. Однако уже 15 августа того же года состав кабинета был пересмотрен, в результате чего лишился этих постов.
После отставки стал членом Комитета по сотрудничеству Нидерландов и Суринама, а также стал директором Суринамского почтового сберегательного банка (Surinaams Postspaarbank).
31 марта 1982 года, через месяц после смещения фактически правившим страной Национальным военным советом (НВС) президента и правительства, был назначен премьер-министром и министром финансов страны. Входил в Политический Центр (орган, координировавший деятельность правительства и НВС) вместе с министром иностранных дел Харви Нарендорпом, фактическим главой страны, главой НВС Дези Баутерсе и его первым заместителем Роем Хорбом. В декабре того же года, после произошедшего убийства группы оппозиционеров, ушёл в отставку.
В 1991 году стал экономическим советником правительства Рональда Венетиана.